# Parlament Rwandy
Parlament Rwandy – główny organ władzy ustawodawczej w Rwandzie. Ma charakter bikameralny i składa się ze Izby Deputowanych (niższa izba), Senatu (wyższa izba.
Do 2003 parlament Rwandy był jednoizbowy. Funkcjonowało wówczas Zgromadzenie Ustawodawcze.